# 陶家镇
陶家镇，是中华人民共和国重庆市九龙坡区下辖的一个乡镇级行政单位。

## 行政区划
陶家镇下辖以下地区：
陶家镇社区、友爱村、文峰村、治安村、白果村、锣鼓洞村、树立村、坚强村和九龙村。